# Lodi Gyari Rinpoché
Lodi Gyari, Lodi Gyaltsen Gyari, Lodi Gyari Rinpoché ou Kasur Lodi Gyari, né à Nyarong au Tibet oriental le	25 août 1949 et mort le 29 octobre 2018 à San Francisco en Californie, est un homme politique tibétain. 
Exilé en Inde depuis 1959, il a été l'envoyé spécial du 14e Dalaï Lama aux États-Unis et le président de l’International Campaign for Tibet.

## Biographie
Lodi Gyari est né en 1949 à Nyarong dans le Tibet oriental où il est reconnu comme un tulkou. 
Lodi Gyari Rinpoché est le fils de Gyari Nyima Gyaltsen, administrateur de la région de Nyarong dans le Kham. Dans les années 1950, son père Gyari Nyima Gyaltsen et son grand-père Gyari Dorje Namgyal sont placés en résidence surveillée. Son grand-père meurt en détention durant l’automne 1955. À la suite d'une révolte menée par Dorje Yudon, femme de Gyari Nyima, les Chinois décident de libérer son époux, mais annoncent qu'il s'est échappé.
Pema Gyalpo Gyari est son frère, et Dolma Gyari sa sœur.

### Exil en Inde

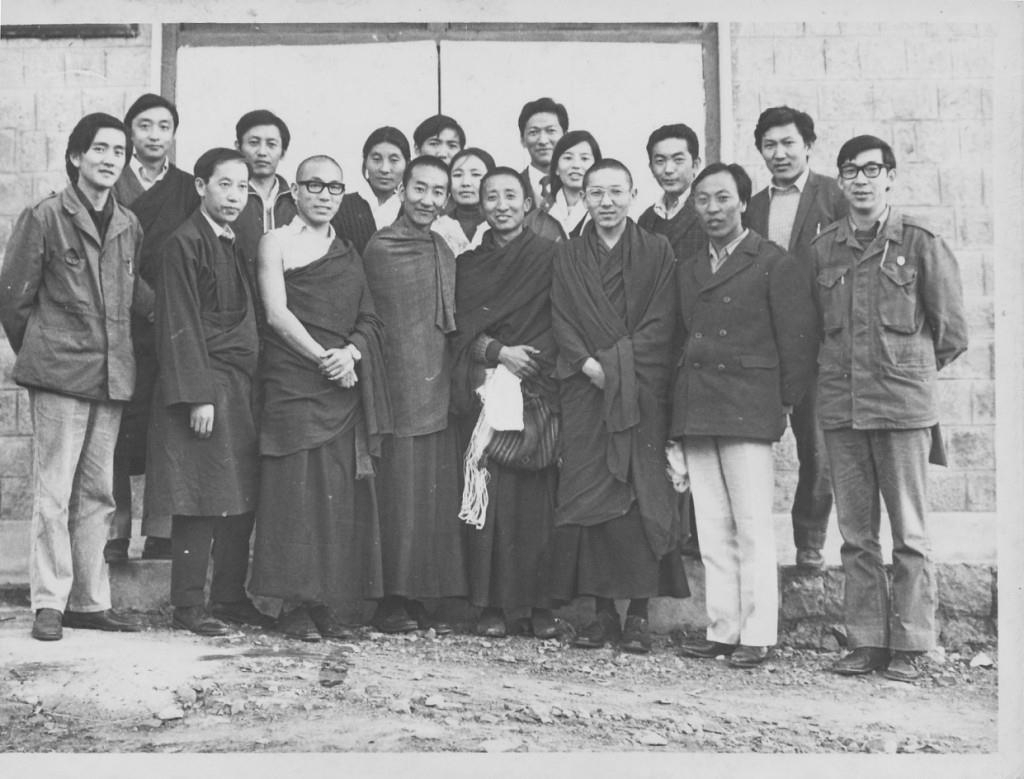
Lodi Gyari, deuxième à partir de la gauche, avec les fondateurs du Tibetan Youth Congress, 1970 en Inde.

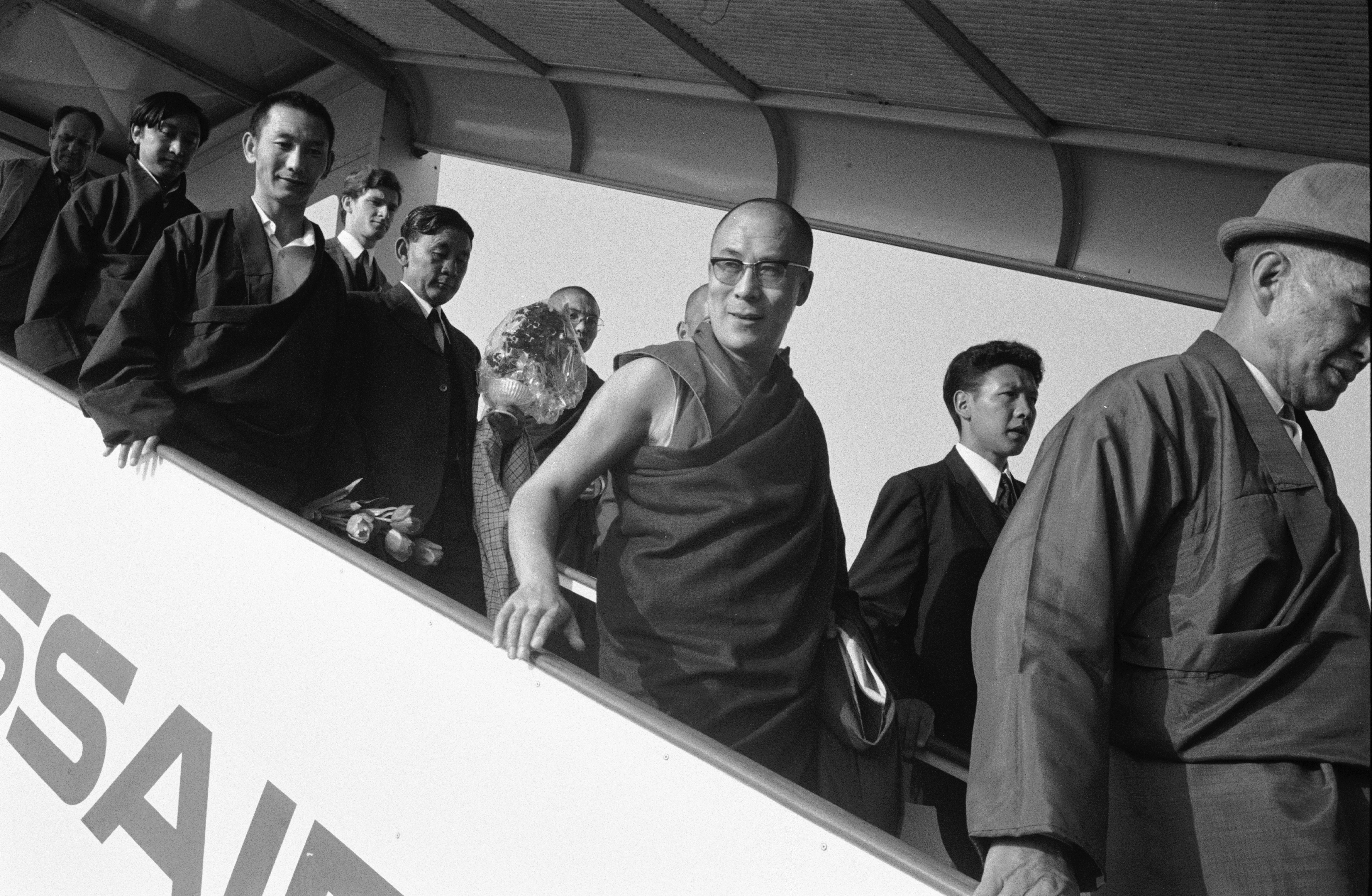
Le dalaï-lama arrivant à l’aéroport de Kloten à Zurich en octobre 1973. Gyari est en arrière plan, à gauche.

En 1959, il s'exile avec sa famille en Inde. Initialement partisan de la résistance armée, Lodi Gyari est choisi pour être formé en tant que traducteur pour les combattants de la résistance formés aux États-Unis,. Des journalistes ont écrit qu'en 1970, il a été un des traducteurs pour les combattants tibétains s'entraînant aux États-Unis, dans le cadre du programme tibétain de la CIA,. Ce projet ne s'est en fait jamais réalisé, ses parents s'y étant opposés. Au lieu de cela, il a utilisé l’anglais pour éditer la première publication tibétaine en anglais, la Tibetan Review,,, ce qui l’a entraîné dans la politique du gouvernement tibétain en exil.
Comprenant l’importance de faire connaître au monde la lutte des Tibétains, il devient rédacteur en chef de l’hebdomadaire en langue tibétaine Tibetan Freedom Press et l’un des membres-fondateurs du mensuel en langue anglaise Tibetan Review,,.
En 1970, Lodi Gyari est un des membres fondateurs du Congrès de la jeunesse tibétaine (TYC) dont il est élu président en 1975,.
En 1973, il se rend en Suisse quand le dalaï-lama effectue son premier voyage en Europe, et assiste à ses conférences publiques où il parle comme  toujours de responsabilité universelle, de compassion et de bonté. Lodi Gyari va le trouver pour lui demander de parler du Tibet. Le dalaï-lama lui explique que les personnes auxquels ils s'adressent ont d'autres problèmes à l'esprit, et il ne veut pas leur ajouter un poids qu'il doit assumer.

### Président de la7eAssemblée tibétaine

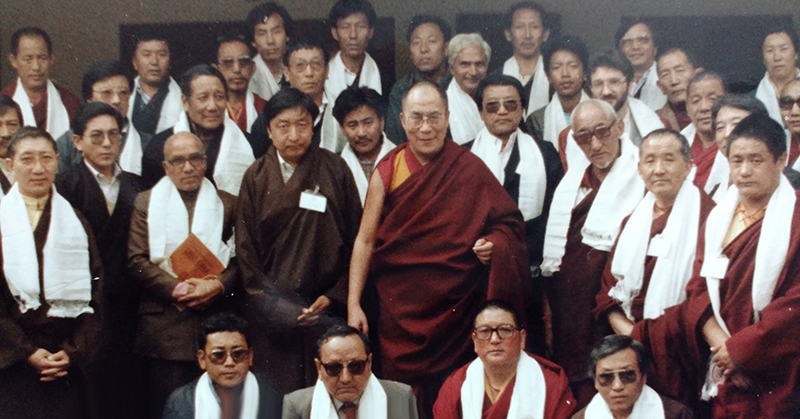
Le dalaï-lama entouré de Lodi Gyari et Losang Thonden et d'autres Tibétains après une conférence sur l'éducation pour la langue et la littérature tibétaine à Dharamsala en 1980.

En 1979, il est élu au Parlement tibétain en exil. Alors âgé de 30 ans, il est le plus jeune président élu du Parlement pour la 7e Assemblée tibétaine,. 
En tant que président de l'Assemblée tibétaine, Gyari se rend en Chine en 1982 (du 24 avril au 8 juin avec Phuntsok Tashi Takla et Juchen Thupten Namgyal) puis en 1984 (du 19 octobre au 10 décembre avec la même délégation) comme l'un des trois membres d'une délégation de haut niveau chargée de pourparlers exploratoires.

### Ministre des Affaires étrangères du gouvernement tibétain en exil

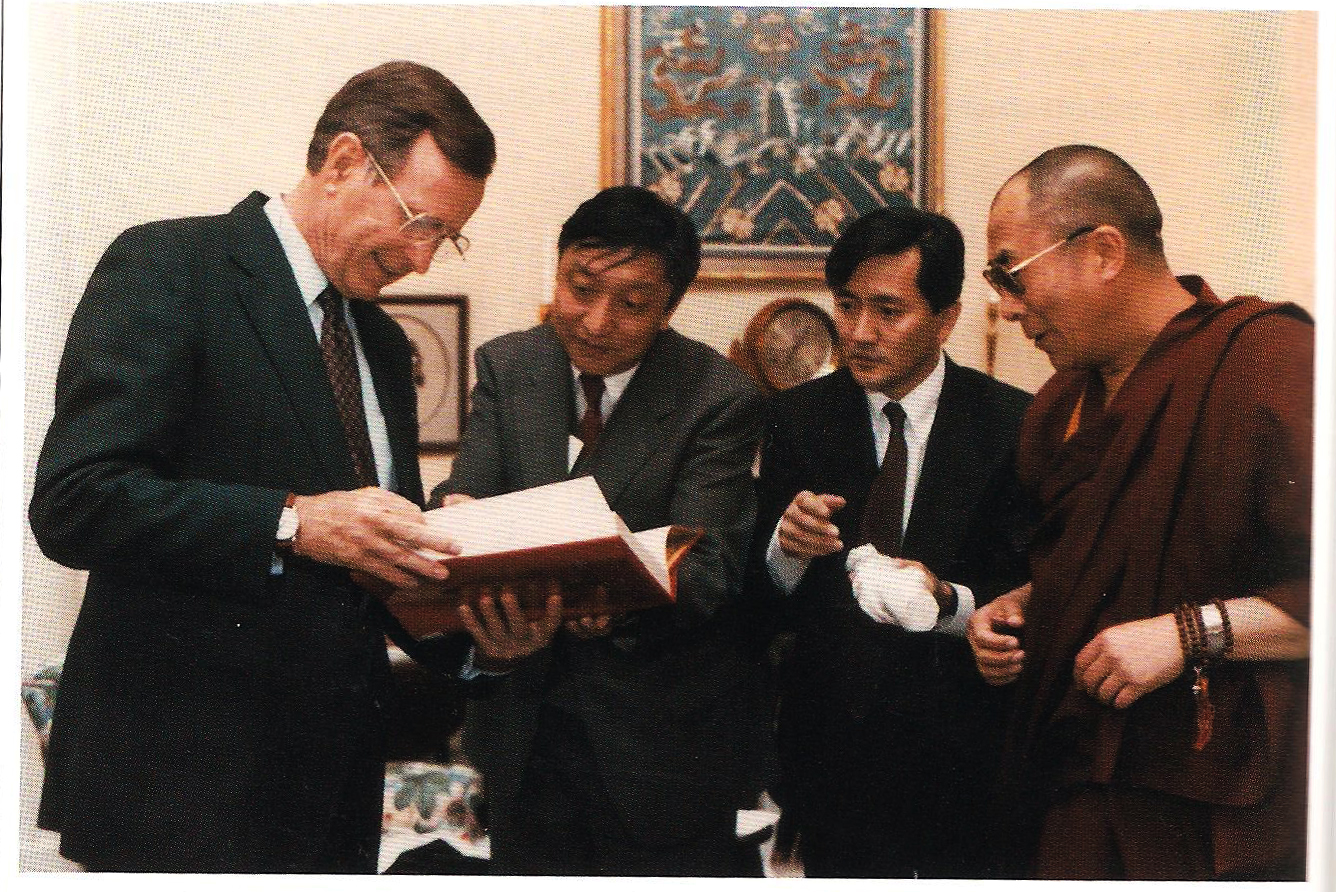
Le Président George H. W. Bush avec Lodi Gyari, Tenzin Namgyal Tethong et le dalaï-lama le 16 avril 1991 à la Maison Blanche.

En 1988, il est ministre du ministère de l'Information et des Relations internationales, le ministère des Affaires étrangères du gouvernement tibétain en exil.
Il est un des six membres de la délégation tibétaine, avec Tashi Wangdi, Alak Jigme Lhundup, Wangdue Dorjee, Sonam Topgyal et Lhamo Tsering, qui devait débuter en janvier 1989 des négociations sur l'avenir du statut du Tibet avec les officiels chinois à Genève en Suisse. La Chine refusa cependant cette proposition, mettant en avant que des membres de la délégation sont liés au gouvernement tibétain en exil qu'elle ne reconnaît pas.
Après la répression des manifestations de la place Tian'anmen en 1989 où plusieurs centaines d'étudiants furent tués, le dalaï-lama lui demande de rédiger avec Tenzin Geyche Tethong une déclaration soutenant les étudiants, au nom de la démocratie et des droits de l'homme et rejetant la violence, compromettant ainsi les efforts diplomatiques de Gyari pour renouer le dialogue avec les autorités chinoises. Il apprend plus tard que Deng Xiaoping l'a pris personnellement et n'a jamais pardonné au dalaï-lama cette déclaration. 
Dans les années 1980 et 1990, Gyari dirige une initiative Tibétaine aux Nations unies. Son équipe et lui contribuent à réintroduire la question du Tibet aux Nations unies après 25 ans de silence lorsque la Sous-Commission de la prévention des discriminations et de la protection des minorités des Nations unies adopte la résolution des Nations Unies sur le Tibet en août 1991.

### Installation aux États-Unis

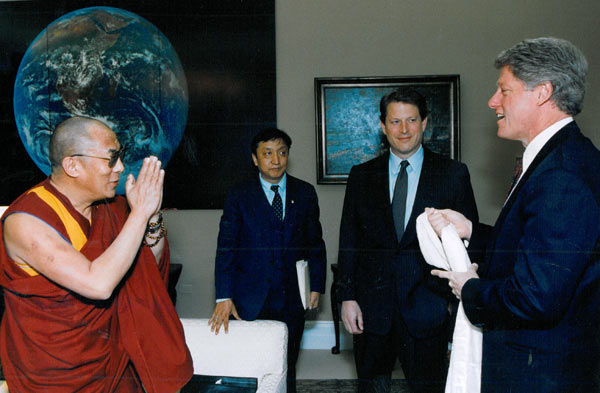
Le dalaï-lama, Lodi Gyari, Al Gore et Bill Clinton à Washington en avril 1993

En 1991, Lodi Gyari s’installe aux États-Unis en tant qu'envoyé spécial du 14e Dalaï Lama et est peu après choisi comme président de l'association Campagne internationale pour le Tibet,.
En 1999, Lodi Gyari devient citoyen américain.
Gyari a longtemps résidé à Washington. Selon le gouvernement tibétain en exil, il a joué un rôle déterminant dans l'adoption du Tibet Policy Act en 2002 par le Congrès. La loi guide l'objectif de la politique américaine sur le Tibet, encourageant le dialogue sino-tibétain et la protection de l'identité culturelle tibétaine.

### Rôle dans le dialogue du gouvernement tibétain en exil avec la Chine de 2002 à 2010
Pour un article plus général, voir Dialogue entre le gouvernement tibétain en exil et la république populaire de Chine (2002-2010).
Lodi Gyari est, avec Kelsang Gyaltsen, l'un des émissaires du 14e dalaï-lama engagé dans une série de dialogue avec la Chine ayant pour but d'entamer des négociations sur le futur statut du Tibet. Du 29 juin au 5 juillet 2007, Lodi Gyari et Kelsang Gyaltsen, se rendent en Chine pour leur 6e visite de discussions sur le Tibet dont la première a eu lieu en 2002. Lodi Gyari a donné une interview quelques mois auparavant.
La 7e rencontre se tient le 4 mai 2008 à Shenzhen dans la province de Guangdong (Canton), dix mois après la précédente visite, et pour la première fois après les troubles au Tibet, qui ont eu lieu cette même année.
Les émissaires du dalaï-lama s'entretiennent avec lui, avant de donner une conférence de presse,.
Lodi Gyari affirme le 8 octobre 2008 à la Asia Society à New York que « si le problème n'est pas résolu, alors j'ai peur qu’une partie des Tibétains recourra à la violence ». Le Dalaï Lama propose d'accepter un rôle pour le Parti communiste et le socialisme dans les secteurs tibétains, une idée qui n'est pas populaire parmi les Tibétains à cause de ressentiments. « Mais quand le Dalaï Lama fait une telle déclaration, il n’y a pas de forte opposition à cela. Ceci montre clairement la force et la profondeur de la vénération [pour le Dalaï Lama]. Si les Chinois souhaitent trouver une solution, c’est le moment, parce qu'ils ont une personne avec qui ils peuvent s’entendre ». Lodi Gyari présente des idées sur la façon dont les Tibétains voient l'autonomie lors du huitième round de discussion.
Le 4 juin 2012, Lodi Gyari et Kelsang Gyaltsen démissionnent de leur rôle de représentants du dalaï-lama dans les discussions avec le gouvernement chinois, invoquant leur « frustration » liée à l’absence de réponse positive des autorités chinoises et à la façon dont la Chine gère la région où se produisent les immolations de Tibétains.

### Professeur
Après avoir pris sa retraite en 2014, Gyari devient chercheur universitaire dans le programme d'études sur les sciences asiatiques de l'Université de Georgetown et chercheur principal non résident pour le programme de politique étrangère de Brookings Institution. Gyari consacre la fin de sa vie à la rédaction de ses mémoires.
Dans un entretien en 2014, Gyari déclare rester optimiste malgré des décennies de négociations infructueuses avec les Chinois. Xi Zhongxun, le père du dirigeant actuel de la Chine, Xi Jinping, a rencontré le dalaï-lama dans les années 1950, et le dirigeant tibétain lui a offert une montre de luxe qu'il a montrée à Gyari lors de leur réunion de 1982. Ce dernier espère que Xi Jinping a hérité de l'affinité de son père pour le Tibet.
Il a cependant mis en garde la Chine si elle refusait le retour du dalaï-lama au Tibet de son vivant.

### Prix
Le 13 septembre 2012, une résolution du Sénat des États-Unis rendant hommage aux contributions de Lodi Gyaltsen Gyari en tant qu'envoyé spécial du dalaï-lama et à la promotion des droits légitimes et des aspirations du peuple tibétain est adoptée.

### Mort
Lodi Gyari Rinpoché meurt le 29 octobre 2018 à San Francisco en Californie à l'âge de 69 ans. Son corps doit être transporté au monastère de Mindroling en Inde pour des cérémonies funéraires.
Gyari laisse derrière lui son épouse, Dawa Chokyi, leurs six enfants, Tenzing Dechen, Tenzing Choyang, Norbu Wangmo, Tashi Chodon, Tulku Penam et Tenzing Tsering, cinq petits-enfants, sa mère, ainsi que quatre frères et trois sœurs.

### Mémoires
Les mémoires de Lodi Gyaltsen Gyari sous le titre The Dalai Lama's Special Envoy relatant son rôle d'envoyé spécial du dalaï-lama et négociateur en chef avec la Chine sur le statut du Tibet sont publiés à l'automne 2022 par la Columbia University Press. Une traduction en tibétain est en travaux.